# Beate Krais
Beate Krais (* 4. Januar 1944 in Leipzig) ist eine deutsche Soziologin.

## Leben
Nach dem Abitur (1963) in Biberach an der Riß studierte Krais Soziologie mit den Nebenfächern Psychologie, Politologie und  Erziehungswissenschaft an der Universität Tübingen und an der FU Berlin. 1970 legte sie an der FU Berlin das Diplom-Examen ab, ebendort promovierte sie 1977 und habilitierte 1993 (Venia legendi für Soziologie).
Nach einer Vertretungsprofessur an der Universität Göttingen war Krais von 1995 bis 2009 Professorin für Soziologie an der Technischen Universität Darmstadt. Sie war von 1998 bis 2004 Sprecherin des Schwerpunktprogramms Profession, Organisation, Geschlecht: Zur Reproduktion und Veränderung von Geschlechterverhältnissen in Prozessen sozialen Wandels. 2009 wurde sie in den Ruhestand versetzt.
Als Ruheständlerin ist sie seit 2010 Mitglied im Hochschulrat der Technischen Universität Dresden.
Ihre Arbeitsschwerpunkte sind: Bildungssoziologie, Hochschul- und Wissenschaftsforschung, Bildungsbürgertum/Akademiker/Intellektuelle in der Gesellschaft, Soziologie des Geschlechterverhältnisses, soziologische Theorie (insbesondere zu Pierre Bourdieu).

## Schriften (Auswahl)
- Arbeit als Lebensform? Beruflicher Erfolg, private Lebensführung und Chancengleichheit in akademischen Berufsfeldern (Hrsg. mit Haffner, Yvonne), Campus: Frankfurt/New York, 2008.
- Arbeitswelt in Bewegung. Chancengleichheit in technischen und naturwissenschaftlichen Berufen als Impuls für Unternehmen, Bundesministerium für Bildung und Forschung (Hrsg. mit Haffner, Yvonne/Könekamp, Bärbel): Berlin 2006.
- Das kulturelle Kapital und die Macht der Klassenstrukturen. Sozialstrukturelle Verschiebungen und Wandlungsprozesse des Habitus (Hrsg. mit Steffani Engler) Weinheim 2004: Juventa.
- Wissenschaftskultur und Geschlechterforschung. Über die verborgenen Mechanismen männlicher Dominanz in der akademischen Welt (Hrsg.). Campus, Frankfurt am Main 2000.
- An der Spitze. Von Eliten und herrschenden Klassen (Hrsg.), Konstanz: UVK Verlagsgesellschaft, 2001.
- Ein alltägliches Spiel : Geschlechterkonstruktion in der sozialen Praxis (Hrsg. M. Döllig, Irene), Frankfurt a. M.: Suhrkamp 1997.

## Weblink
- Kurzporträt: Beate Krais (TU Dresden)

| Personendaten    | Personendaten       |
| ---------------- | ------------------- |
| NAME             | Krais, Beate        |
| KURZBESCHREIBUNG | deutsche Soziologin |
| GEBURTSDATUM     | 4. Januar 1944      |
| GEBURTSORT       | Leipzig             |